# Deutsche Buch-Gemeinschaft
Die Deutsche Buch-Gemeinschaft (DBG) war eine 1924 in Berlin gegründete und hauptsächlich einen bürgerlichen Kundenkreis ansprechende Buchgemeinschaft. Sie verlegte nach dem Zweiten Weltkrieg ihren Hauptsitz nach Darmstadt und verkaufte 1970 einen 50-Prozent-Anteil an die Bertelsmann AG, die 1988 ihre Alleineignerin wurde und den Namen fortan für ihr Buchklub-Geschäft in den neuen Bundesländern benutzte.

## Befreiung des Buches vom Nimbus des Luxusartikels
Die Druckerei A. Seydel & Cie. in Berlin stellte 1924 ein Stammkapital von 10.000 RM für die Gründung der Deutsche Buch-Gemeinschaft GmbH zur Verfügung, Geschäftsführer wurden Paul Leonhard (1888–1934) – er war bereits Vorstandsmitglied bei Seydel & Cie. – und Friedrich Possekel. Ein weiterer Gründer war Günther Kopell, der nach 1933 in den USA die Alliance Book Corporation schuf, die auch als Buchklub aufgezogen war. Die Idee, die sich innerhalb eines Jahres zu einem „wahren Jubelzug“ entfaltete, bestand darin, vorhandene Produktionsmittel dafür zu nutzen, einer breiten Leserschaft, die an inhaltlich guten Büchern interessiert war, jene in geschmackvoller Ausstattung und trotzdem erschwinglich zu liefern. Grundsätzlich bot man die völlig freie Wahl aus einem fortlaufend wachsenden Angebot. Unter verschiedenen Varianten kostete die einfachste Form der Mitgliedschaft 3,90 RM pro Vierteljahr, wofür ein Buch geliefert wurde. 250.000 Leser ließen sich bis 1925 die Chance nicht entgehen, unter den 42 neuen Buchgemeinschaften der Weimarer Republik  nahm die DBG nach dem Volksverband der Bücherfreunde bei der Mitgliederzahl bald die zweite Stelle ein.
Werner Bergengruen, ein bei der DBG stark vertretener Autor, schilderte seine Beobachtungen:
„Die Anfangszeit war eine Kampfzeit. Wie es so oft geschieht: das Neue wurde als tödliche Bedrohung empfunden, Verleger und Buchhändler glaubten sich einer unerträglichen Konkurrenz gegenüberzusehen. Man versuchte, die Presse zu mobilisieren, man sprach von einer Bevormundung, einer Entmündigung des Lesers, ja, von der „rohesten Form der Buchverbreitung“. Es regnete zornige Boykottdrohungen gegen diejenigen Autoren, die sich der Zusammenarbeit mit einer Buchgemeinschaft schuldig machten.“
Die DBG hielt mit einer bemerkenswerten Prozessierbereitschaft dagegen und verbuchte Erfolge: Sie erwirkte ein Urteil, das von September 1925 an ausschließlich ihr zubilligte, das Wort „Buchgemeinschaft“ im Firmennamen und als Warenzeichen zu benutzen. Erst von Anfang 1931 an gestattete ein weiteres Urteil, den zum Gattungsnamen gewordenen Begriff in Veröffentlichungen aller Art zu verwenden. Allerdings schaffte es der Börsenverein der Deutschen Buchhändler im selben Jahr, der DBG die Verwendung der Bezeichnung „Mitglieder“ für ihre Kunden gerichtlich verbieten zu lassen, der Vorwurf, als gemeinnützige Organisation aufzutreten, in Wirklichkeit aber ein gewinnorientiertes Unternehmen darzustellen, ließ sich nicht von der Hand weisen. Der Anspruch, „ein allgemein-kultureller Bildungsfaktor zu sein“, konnte eher mit der Büchergilde Gutenberg in Verbindung gebracht werden, doch unternahm die DBG Anstrengungen, den Charakter eines Handelsunternehmens hinter dem Bild einer „Kulturgemeinschaft“ verschwinden zu lassen: Auf die Auslobung des mit 10.000 RM – „einer damals außerordentlichen Summe“ – dotierten Jugendpreises deutscher Erzähler im Januar 1926, folgte 1930 ein Stiftungswerk der Deutschen Buch-Gemeinschaft, das den Aufbau von deutschen Gemeinde- und Schulbibliotheken im Ausland fördern sollte. Ihr durch populärwissenschaftliche Werke ergänztes Sortiment schöngeistiger Bücher erweiterte die DBG bereits 1925 durch eine Klassikerausgabe mittels eines Vertrages mit dem Leipziger Tempel-Verlag, der einschließlich aller Rechte übernommen wurde. Unter den sogenannten „Tempel-Klassikern“ war offenbar besonders die zweisprachige Shakespeare-Ausgabe von Bedeutung.
Leider drang Gustav Kiepenheuers Erkenntnis, „je weiter die Verbreitung, um so sicherer steigt die Auflage“, beim Börsenverein nicht durch: Er arbeitete im April 1933 mit einem „Sofortprogramm des deutschen Buchhandels“ rasch mit den neuen Machthabern zusammen, und forderte darin den „Abbau der Buchgemeinschaften aller Art und ihrer Überführung auf den Verlag zu Herstellung, auf das Sortiment zum Vertrieb.“ Im selben Jahr musste Paul Leonhard seine Stelle als Geschäftsführer aufgeben, da sich die Nationalsozialisten an seiner jüdischen Abstammung störten. Die DBG brachte es aber fertig, nicht vom Eher-Verlag, dem „Zentralverlag der NSDAP“, vereinnahmt zu werden und druckte kein einziges nationalsozialistisches Buch. Keine Propaganda fand sich in ihrer Mitgliederzeitschrift, stattdessen noch 1943 die Anrede „Verehrte Freunde“ und zur Unterschrift „In Freundschaft und ergebenst“.

## Wirtschaftswunder auch bei den Buchgemeinschaften
Als Folge des Zweiten Weltkrieges verblieben vom einstigen Rückgrat nur noch stark demontierte Produktionsstätten, doch baute man den Nachfolger von Seydel & Cie., die Berliner Druck- und Buchbinderei GmbH, neu auf. Die Bedeutungszunahme des Offsetdruckes führte in Darmstadt, von April 1951 an neuer Sitz der Zentrale, zur Einbindung einer modernen Offsetdruckerei, der Druck- und Buchbinderei-Werkstätten May & Co. Nachf. Im selben Jahr, 1963, wurde man durch die Anschaffung eines Rechenzentrums (Typ ICT 1500) das erste deutsche Verlagsunternehmen mit EDV. Die DBG hatte nun 600.000 Mitglieder – die Bezeichnung hat sich für Abonnenten bei Buchgemeinschaften durchgesetzt –, über die Jahre erhalten blieb die DBG-Zeitschrift Die Lesestunde (in den Anfangsjahren Das Zeitungsbuch). In mehr als 130 Bücherstuben gab es Möglichkeiten, unter den 600 angebotenen Bänden eine Auswahl zu treffen, oder sich die Schallplatten der 1956 gegründeten DSG (Deutsche Schallplatten-Gemeinschaft) anzuhören.
Als sich die Zwistigkeiten zwischen den Sortimentern und den Buchgemeinschaften gelegt hatten, wies Paul Eipper darauf hin, es seien die Mitglieder der DBG „größtenteils Menschen, die auch früher aus mancherlei Gründen Laden-Buchhandlungen kaum betreten haben“. Der Deutsche Ausschuss für das Erziehungs- und Bildungswesen lieferte in einem Gutachten einen genaueren Umriss des Kundenkreises, mit der Zahl von 73 Prozent bei Angestellten und Beamten. Hier war das „Bewährte“ der gesuchte Artikel, für die Käufer avantgardistischer Literatur (z. B. Beckett, Böll, Camus, Grass oder Sartre) wagte man 1958 mit der Gründung des Modernen Buch-Clubs (MBC) ein Experiment, das sich bereits nach sechs Jahren zu einem selbsttragenden Ableger entwickelte. Eine spezielle Mitgliederzeitschrift brachte Werkanalysen und Autorenporträts, doch wurde bald auf die Eigenständigkeit des MBC wieder verzichtet und die speziellen Werke in die DBG-Auswahlreihe eingegliedert. Von der befürchteten „Bevormundung“ oder „Entmündigung“ konnte dann in den 1970ern keine Rede mehr sein: 85 Prozent der Mitglieder wählten nach ihrem eigenen Geschmack und ließen sich nicht den sogenannten „Hauptvorschlagsband“ zusenden.

## Produktion von Fernsehspielen
1963 wurde die zunächst in Hamburg tätige, später nach Berlin umgesiedelte DBG-Fernsehabteilung gegründet, die innerhalb von zehn Jahren 23 Filme produzierte. In Zusammenarbeit mit dem ZDF legte man den Schwerpunkt auf literarische Fernsehspiele mit epischer oder dramatischer Vorlage und hoffte, dass auf ein Vertrautmachen der Zuschauer mit Stoffen der Weltliteratur eine Weiterbeschäftigung mit literarischen Produkten folgen könnte – ein derartiger Nutzeffekt von Literaturverfilmungen wurde öffentlich jedoch durchaus kontrovers diskutiert. Das Publikum nahm die Stücke an, beispielsweise wurde Anton Tschechows Iwanow mehrmals wiederholt, und Hannelore Elsner erhielt für ihre darin gezeigte schauspielerische Leistung die Goldene Kamera.

## Grenze des Wachstums und Fusionen
Von 85 in den späten 1950ern in Deutschland zu findenden Buchgemeinschaften existierten 1964 noch acht. Anfang der 1980er Jahre belief sich der Jahresumsatz der DBG auf ungefähr 80 Millionen Mark. Die damalige Wirtschaftskrise machte sich gleichzeitig in stark betroffenen Regionen wie dem Ruhrgebiet durch einen Mitgliederschwund bemerkbar. Für die von Ernst Paul Leonhard (1926–2004) geleitete Buchgemeinschaft hatte sich bereits 1969/70 die Frage nach einem Zusammengehen mit der Holtzbrinck-Gruppe gestellt, doch befürchtete man schließlich, „zu sehr integriert zu werden“. Den Zuschlag erhielt deshalb die Firma Bertelsmann, die eine 50 %-Beteiligung an der DBG erwarb, wobei für Leonhard die „selbständige Geschäftsführung weiterhin gesichert“ blieb. Letztlich wurde die DBG von Bertelsmann 1988 aber doch ganz aufgekauft. Ernst Leonhard behielt weiterhin die Großdruckerei und Binderei May & Co. Er war außerdem Eigentümer der Berliner Spielkartenfabrik, der Buchladenkette Carl Habel und des Paul Zsolnay Verlags. Bevor die DBG in Darmstadt Ende September 1989 schloss, hatte sie dort noch 180 Mitarbeiter. Nach dem Mauerfall nutzte die Firma Bertelsmann den Namen der Deutschen Buch-Gemeinschaft für die Ausdehnung ihrer Geschäfte auf das Gebiet der ehemaligen DDR. Am 31. März 2015 endete jedoch auch für Bertelsmann die Ära seines Leserings, als die letzten beiden Buchclub-Filialen in Gütersloh und Rheda geschlossen wurden.

## Nachweise
- Das Buch stiftet Gemeinschaft. (Festschrift zum vierzigjährigen Bestehen der Deutschen Buch-Gemeinschaft), Deutsche Buch-Gemeinschaft, Berlin / Darmstadt / Wien 1964
- 50 Jahre Deutsche Buch-Gemeinschaft. Deutsche Buch-Gemeinschaft, Darmstadt 1974